# Tenthredo devia
Tenthredo devia är en stekelart som först beskrevs av Friedrich Wilhelm Konow 1900.  Tenthredo devia ingår i släktet Tenthredo, och familjen bladsteklar. Det är osäkert om arten förekommer i Sverige.